# Minardi M195
Chronologie des modèles (1995)
Minardi M194 Minardi M195B
La Minardi M195 est la monoplace de Formule 1 engagée par la Scuderia Minardi lors de la  saison 1995 de Formule 1. Elle est pilotée par les Italiens Pierluigi Martini et Luca Badoer et le Portugais Pedro Lamy. L'Italien Giancarlo Fisichella en est le pilote d'essais.

## Historique en course

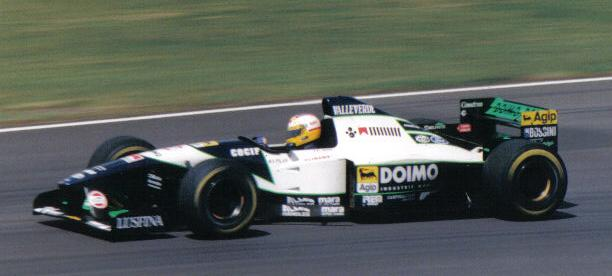
Luca Badoer à bord de la Minardi M195 au GP de Grande-Bretagne 1995.

La M195 est dotée d'une boîte de vitesses peu fiable qui entraîne l'abandon des monoplaces lors de la manche inaugurale au Brésil. En Argentine, le pilote Ferrari Jean Alesi est victime d'un tête-à-queue qui cause un carambolage : un nouveau départ est organisé mais Luca Badoer met fin à sa course, tandis que Pierluigi Martini abandonne au quarante-quatrième tour. Les deux pilotes Minardi terminent leur première course au Grand Prix suivant à Saint-Marin.
Après le Grand Prix d'Allemagne, Pierluigi Martini, constamment devancé par son jeune coéquipier, est remplacé par Pedro Lamy. La tendance s'inverse et Badoer est dépassé par le pilote portugais. Lamy marque le seul point de l'écurie lors du dernier Grand Prix de la saison en Australie, profitant des nombreux abandons de ses adversaires pour terminer à la sixième place. Luca Badoer ne participe pas à la course, sa monoplace étant victime d'un panne électrique avant le départ.
À la fin de la saison, la Scuderia Minardi termine à la dixième du championnat des constructeurs avec un point, marqué par Pedro Lamy qui se classe dix-huitième du championnat des pilotes.

## Différends avec Mugen-Honda
La M195 est à l'origine conçue pour accueillir un moteur Mugen-Honda mais le constructeur japonais décide finalement de fournir en exclusivité l'écurie Ligier. L'écurie italienne doit modifier sa voiture pour la rendre compatible avec un moteur Cosworth. Le propriétaire de l'écurie, Giancarlo Minardi, lance une action en justice contre le motoriste japonais : « Nous sommes très fiers, car nous avons conçu deux voitures différentes dans un délai permettant de n'en faire qu'une seule. Il y avait un accord avec Mugen mais celui-ci n'a pas été respecté. »,.
La Scuderia Minardi gagne le procès, mais n'obtient aucun dédommagement. Cependant, Flavio Briatore, le patron de Ligier, a versé un million de dollars à l'écurie italienne.

## Engagement auTrofeo Indoor di Formula 1
Les 7 et 8 décembre 1995, la Scuderia Minardi participe au Trofeo Indoor di Formula 1, une épreuve d'exhibition organisée en marge du Motor Show de Bologne, une exposition internationale reconnue par l'Organisation internationale des constructeurs automobiles qui se tient dans les salons de la foire de Bologne. Bien que l'épreuve soit baptisée indoor, la piste, d'une longueur de 1 300 mètres, est située à l'extérieur des locaux de l'exposition. Pour cette huitième édition, l'écurie Forti Corse et la Scuderia Minardi sont engagés, ce qui leur permet d'une part de se présenter devant leur public national et d'autre part, permet aux directeurs d'écurie de nouer des contacts avec d'éventuels partenaires financiers pour compléter leur budget pour la saison à venir.
La Scuderia Minardi engage trois monoplaces M195 confiées à deux pilotes titulaires, les Italiens Pierluigi Martini et Luca Badoer, ainsi qu'au pilote d'essais de l'écurie, Giancarlo Fisichella,,. Forti Corse, s'étant séparé de ses deux pilotes titulaires à l'issue de la saison, confie trois FG01-95 à Andrea Montermini et Giovanni Lavaggi, anciens pilotes de l'écurie Pacific Racing, ainsi qu'à l'Italien Vittorio Zoboli, pilote de Formule 3000 entre 1990 et 1993 et ancien pilote de Forti en Formule 3 en 1989,,.
Lors du tour préliminaire, Giancarlo Fisichella se classe premier de l'épreuve suivi de ses deux coéquipiers, Luca Badoer et Pierluigi Martini. Les trois pilotes Forti, Andrea Montermini, Giovanni Lavaggi et Vittorio Zoboli prennent respectivement les quatrième, cinquième et sixième place. Lavaggi et Zoboli sont éliminés de la compétition. La phase finale se compose de deux manches à élimination directe, les pilotes devant remporter deux courses pour se qualifier à la manche suivante. Lors de la première manche, Pierluigi Martini affronte Giancarlo Fisichella, qui remporte le duel avec un score de deux points contre un pour Martini. Dans l'autre demi-finale, Andrea Montermini est opposé à Luca Badoer, qui remporte deux courses alors que Montermini n'en gagne aucune. Montermini participe alors à la petite finale qui l'oppose à Pierluigi Martini. Montermini, vainqueur d'une course, est défait par l'ancien pilote Minardi qui en remporte deux. La finale oppose les deux pilotes Minardi, Giancarlo Fisichella à Luca Badoer, ce dernier remportant le trophée en remportant les deux courses disputées lors de cette manche.

## Résultats en championnat du monde de Formule 1
| Saison | Écurie                  | Moteur               | Pneus    | Pilotes           | Courses | Courses | Courses | Courses | Courses | Courses | Courses | Courses | Courses | Courses | Courses | Courses | Courses | Courses | Courses | Courses | Courses | Points inscrits | Classement |
| Saison | Écurie                  | Moteur               | Pneus    | Pilotes           | 1       | 2       | 3       | 4       | 5       | 6       | 7       | 8       | 9       | 10      | 11      | 12      | 13      | 14      | 15      | 16      | 17      | Points inscrits | Classement |
| ------ | ----------------------- | -------------------- | -------- | ----------------- | ------- | ------- | ------- | ------- | ------- | ------- | ------- | ------- | ------- | ------- | ------- | ------- | ------- | ------- | ------- | ------- | ------- | --------------- | ---------- |
| 1995   | Minardi Scuderia Italia | Ford-Cosworth EDM V8 | Goodyear |                   | BRÉ     | ARG     | SMR     | ESP     | MON     | CAN     | FRA     | GBR     | ALL     | HON     | BEL     | ITA     | POR     | EUR     | PAC     | JAP     | AUS     | 1               | 10e        |
| 1995   | Minardi Scuderia Italia | Ford-Cosworth EDM V8 | Goodyear | Pierluigi Martini | Abd     | Abd     | 12e     | 14e     | 7e      | Abd     | Abd     | 7e      | Abd     |         |         |         |         |         |         |         |         | 1               | 10e        |
| 1995   | Minardi Scuderia Italia | Ford-Cosworth EDM V8 | Goodyear | Pedro Lamy        |         |         |         |         |         |         |         |         |         | 9e      | 10e     | Abd     | Abd     | 9e      | 13e     | 11e     | 6e      | 1               | 10e        |
| 1995   | Minardi Scuderia Italia | Ford-Cosworth EDM V8 | Goodyear | Luca Badoer       | Abd     | Np      | 14e     | Abd     | Abd     | 8e      | 13e     | 10e     | Abd     | 8e      | Abd     | Abd     | 14e     | 11e     | 15e     | 9e      | Np      | 1               | 10e        |

Légende : ici 

## Résultats duTrofeo Indoor di Formula 1
| Position | Pilote               | Écurie       | Points |
| -------- | -------------------- | ------------ | ------ |
| 1        | Giancarlo Fisichella | Minardi-Ford | 10     |
| 2        | Luca Badoer          | Minardi-Ford | 8      |
| 3        | Pierluigi Martini    | Minardi-Ford | 5      |
| 4        | Andrea Montermini    | Forti-Ford   | 4      |
| 5        | Giovanni Lavaggi     | Forti-Ford   | 3      |
| 6        | Vittorio Zoboli      | Forti-Ford   | 0      |

|  | Demi-finales         | Demi-finales |                        |   | Finale | Finale |
|  | Demi-finales         | Demi-finales |                        |   | Finale | Finale |
|  |                      |              |                        |   |        |        |
|  |                      |              |                        |   |        |        |
|  |                      |              |                        |   |        |        |
|  | Giancarlo Fisichella | 2            |                        |   |        |        |
|  | Giancarlo Fisichella | 2            |                        |   |        |        |
|  | Pierluigi Martini    | 1            |                        |   |        |        |
|  | Pierluigi Martini    | 1            | Giancarlo Fisichella   | 0 |        |        |
|  |                      |              | Giancarlo Fisichella   | 0 |        |        |
|  |                      | Luca Badoer  | 2                      |   |        |        |
|  | Luca Badoer          | Luca Badoer  | 2                      | 2 |        |        |
|  | Luca Badoer          |              |                        | 2 |        |        |
|  | Andrea Montermini    | 0            |                        |   |        |        |
|  | Andrea Montermini    | 0            | Match pour la 3e place |   |        |        |
|  |                      |              |                        |   |        |        |
|  |                      |              |                        |   |        |        |
|  |                      |              |                        |   |        |        |
|  | Pierluigi Martini    | 2            |                        |   |        |        |
|  | Pierluigi Martini    | 2            |                        |   |        |        |
|  | Andrea Montermini    | 0            |                        |   |        |        |
|  | Andrea Montermini    | 0            |                        |   |        |        |